# Museo di arte contemporanea Dino Formaggio
Il Museo d'arte contemporanea "Dino Formaggio" è un museo di arte moderna e contemporanea sito a Teolo in provincia di Padova.

## Storia
Il museo, aperto nel 1993 presso il Palazzetto dei Vicari, è stato dedicato al professor Dino Formaggio, grazie al quale si erano concretizzate negli anni precedenti alcune donazioni artistiche al Comune di Teolo, effettuate a condizione che l'ente si impegnasse ad esporre le opere al pubblico in un luogo idoneo. Fra queste, si ricordano in particolare quella della famiglia dell'artisa pavese Tito Gasparini e la donazione "Mauro Ancona", ragazzo tragicamente scomparso, effettuata dal padre Marcello.

## Collezione
La collezione del museo è incentrata sulla pittura e sulla scultura italiana del XIX e del XX secolo. Oltre al nucleo di opere di Gasparini donate al museo, sono presenti opere di autori quali Achille Beltrame, Beppe Ciardi, Angelo Dall'Oca Bianca, Vincenzo Irolli, Francesco Paolo Michetti, Medardo Rosso, Riccardo Pellegrini, Mario Disertori, Neno Mori, Marco Novati e Fulvio Pendini, tutte provenienti dalla donazione "Mauro Ancona". Altri autori rappresentati sono Giuseppe Ajmone, Alberto Biasi, Renato Birolli e Aligi Sassu.
La raccolta museale, essendosi formata per donazioni e non su acquisizioni mirate, non permette di individuare una precisa politica artistica dell'istituzione, né un particolare orientamento culturale. Tuttavia, è possibile individuare un nucleo patrimoniale di particolare interesse nel gruppo di opere appartenenti ad autori quali, oltre a Sassu e Birolli, Dino Lanaro, Fiorenzo Tomea ed Alberto Casarotti, che furono protagonisti dell'ambiente artistico di "Corrente", animato a Milano negli anni Trenta da Ernesto Treccani in opposizione alle istanze di "Novecento", all'epoca dominanti.